# Nejsvětější synod

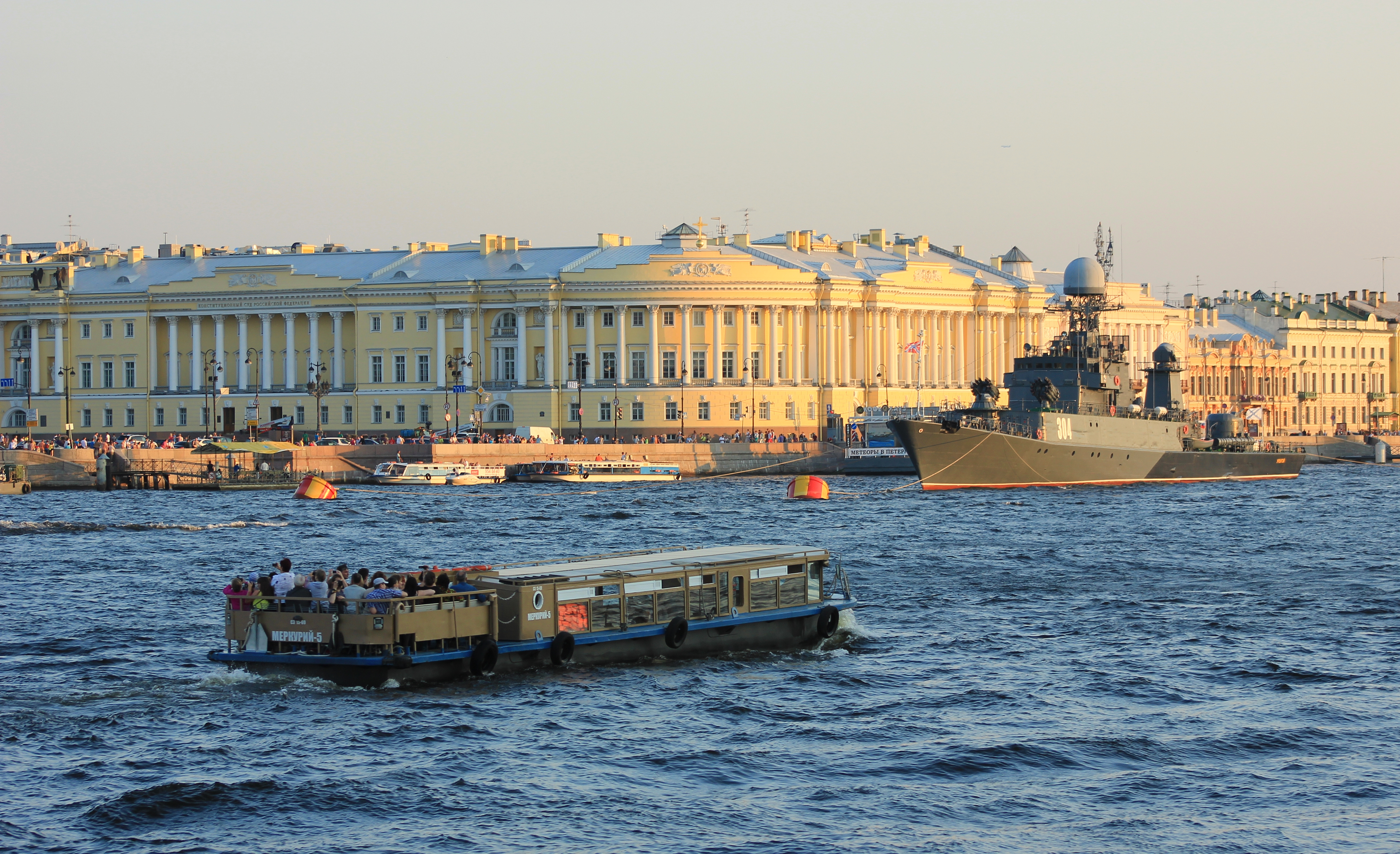
Budova Senátu a Synodu a Velká Něva v Petrohradu

Nejsvětější vládnoucí synod (rusky Святейший Правительствующий Синод, starorusky Святѣйшій Правительствующій Сѵнодъ) byla nejvyšší instituce Ruské pravoslavné církve zřízená Petrem I. Velikým v roce 1721 a existující až do roku 1918. Sídlo Nejsvětějšího synodu byla budova Senátu a Synodu na Senátním náměstí u nábřeží v Petrohradu. V čele stál do roku 1917 státní úředník oberprokurátor jmenovaný carem.

## Historie
Zřízení Nejsvětejšího synodu bylo výsledkem snah Petra I. Velikého o maximální kontrolu státu nad pravoslavnou církví v Rusku. V rámci této reformy nechal Petr I. zrušit dosavadní nejvyšší církvevní instituci ruské pravoslavné církve – moskevský patriarchát a zrušil úřad patriarchy. Mezi léty 1721–1917/18 byli členy synodu kyjevský, moskevský a petrohradský metropolita a gruzínský exarchát. Další členové byli jmenování carem většinou z řad laiků.
Synod řídil všechny záležitosti církve. Biskupové museli při nástupu do funkce složit přísahu carovi, který byl "nejvyšší církevní soudce". "To znamená, že nejvyšším ochráncem víry byl laik (byť by to byl pomazaný car), a vysoká církevní instance, zřízena samoděržavnou mocí, je institucí vládní moci. Až 23. února 1901 se tato přísaha, pro křesťanské svědomí nepřijatelná, z carova příkazu přestala užívat." Car komunikoval s církevní správou přes vrchního prokurátora, který byl "jeho mužem" v synodu.
V současné době je ruská pravoslavná církev spravována Svatým synodem.